# Утринна поща (седмичник, Варна)
„Утринна поща“ е информационен седмичник от периода на Втората световна война. Излиза в следпразничен режим - всеки понеделник във Варна, печатница Варненска поща в тираж 1000. 
| Годишнина | Броеве  | Дата                               |
| --------- | ------- | ---------------------------------- |
| I         | 1 – 53  | 2 октомври 1939 – 14 октомври 1940 |
| II        | 54 – 77 | 21 октомври 1940 – 31 март 1941    |

Публикува международни, национални и местни новини, търговски реклами и обявления. На правителствени и прогермански позиции.